# Distretto di Loveč
Il distretto di Loveč (in bulgaro Област Ловеч?) è uno dei 28 distretti della Bulgaria.

## Comuni
| Comune    | Bulgaro  | Pop.   |
| --------- | -------- | ------ |
| Aprilci   | Априлци  | 3.356  |
| Jablanica | Ябланица | 6.462  |
| Letnica   | Летница  | 5.485  |
| Loveč     | Ловеч    | 60.076 |
| Lukovit   | Луковит  | 20.580 |
| Teteven   | Тетевен  | 23.785 |
| Trojan    | Троян    | 36.375 |
| Ugărčin   | Угърчин  | 6.968  |